# Innocence (Tarja Turunen)
Innocence è un brano del soprano finlandese Tarja, estratto come primo singolo dall'album The Shadow Self. Il singolo è stato pubblicato il 24 giugno 2016, data di pubblicazione anche del relativo videoclip; il singolo è inoltre disponibile come CD e vinile nel box set dell'edizione limitata di The Shadow Self.

## Descrizione
Innocence è stata scritta e composta da Tarja, Anders Wollbeck e Mattias Lindblom e prodotta da Tarja. La cantante descrive Innocence come un ritorno alle origini, dal punto di vista musicale, in quanto la riavvicina alla musica classica, dalla quale proviene, in particolar modo nell'assolo al pianoforte, strumento amatissimo dall'artista, dal quale sostiene di aver sempre tratto ispirazione.

## Video musicale
Il videoclip di Innocence è stato diretto dal regista argentino Mariano Cattaneo e girato a Buenos Aires. Nel videoclip si intervallano riprese di Tarja che canta insieme alla sua band e scene recitate da attori, rappresentanti una famiglia distrutta dalla violenza domestica. Al termine del videoclip, Tarja irrompe nella stanza e paralizza il manesco padre di famiglia con un tocco, salvando la madre e la bambina.

## Tracce
CD e vinile
1. Innocence (Radio Edit)
2. Innocence (Video Version)